# Доль-де-Бретань (кантон)
Доль-де-Бретань (фр. Dol-de-Bretagne) — кантон во Франции, находится в регионе Бретань, департамент Иль и Вилен. Входит в состав округа Сен-Мало.

## История
До 2015 года в состав кантона входили коммуны Баге-Морван, Баге-Пикан, Доль-де-Бретань, Ле-Вивье-сюр-Мер, Мон-Доль, Роз-Ландрьё, Шеррюэ, Эпиньяк.
В результате реформы 2015 года состав кантона был изменен. В его состав вошли все коммуны упраздненных кантонов Плен-Фужер и Шатонёф-д’Иль-э-Вилен, а также три коммуны упраздненного кантона Канкаль.

## Состав кантона с 22 марта 2015 года
В состав кантона входят коммуны (население по данным Национального института статистики Архивная копия от 7 ноября 2021 на Wayback Machine за 2018 г.):
- Баге-Морван (1 705 чел.)
- Баге-Пикан (1 698 чел.)
- Бруалан (375 чел.)
- Вьё-Вьель (314 чел.)
- Доль-де-Бретань (5 714 чел.)
- Ирель (1 390 чел.)
- Ла-Бусак (1 199 чел.)
- Ла-Виль-эс-Ноне (1 222 чел.)
- Ла-Френе (2 554 чел.)
- Ле-Вивье-сюр-Мер (1 046 чел.)
- Ле-Тронше (1 167 чел.)
- Лильмер (362 чел.)
- Миньяк-Морван (4 040 чел.)
- Мон-Доль (1 076 чел.)
- Плен-Фужер (1 977 чел.)
- Плерге (2 756 чел.)
- Ро-Ландрьё (1 349 чел.)
- Ро-сюр-Куэнон (1 000 чел.)
- Сен (471 чел.)
- Сен-Бенуа-дез-Онд (986 чел.)
- Сен-Броладр (1 136 чел.)
- Сен-Гину (1 209 чел.)
- Сен-Жорж-де-Греэнь (367 чел.)
- Сен-Маркан (442 чел.)
- Сен-Пер-Марк-ан-Пуле (2 315 чел.)
- Сен-Сюльяк (925 чел.)
- Сужеаль (558 чел.)
- Тран-ла-Форе (587 чел.)
- Шатонёф-д’Иль-э-Вилен (1 715 чел.)
- Шеррюэ (1 097 чел.)
- Эпиньяк (1 422 чел.)

## Политика
На президентских выборах 2022 г. жители кантона отдали в 1-м туре Эмманюэлю Макрону 30,6 % голосов против 27,6 % у Марин Ле Пен и 16,7 % у Жана-Люка Меланшона; во 2-м туре в кантоне победил Макрон, получивший 55,6 % голосов. (2017 год. 1 тур: Эмманюэль Макрон – 24,3 %, Марин Ле Пен – 23,5 %, Франсуа Фийон – 18,9 %, Жан-Люк Меланшон – 17,8 %; 2 тур: Макрон – 63,8 %. 2012 год. 1 тур: Франсуа Олланд — 27,4 %, Николя Саркози — 27,2 %, Марин Ле Пен — 18,1 %; 2 тур: Олланд — 51,2 %).
С 2015 года кантон в Совете департамента Иль и Вилен представляют экс-мэр коммуны Шеррюэ, депутат Национального собрания Франции Жан-Люк Буржо (Jean-Luc Bourgeaux) и вице-мэр коммуны Миньяк-Морван Аньес Тутан (Agnès Toutant) (оба — Разные правые).
|                | Кандидаты                  | Партия                   | Первый тур | Первый тур     | Второй тур | Второй тур |
| Кол-во голосов | Кандидаты                  | Партия                   | % голосов  | Кол-во голосов | % голосов  |            |
| -------------- | -------------------------- | ------------------------ | ---------- | -------------- | ---------- | ---------- |
|                | Жан-Люк Буржо Аньес Тутан  | Разные правые            | 5 454      | 50,50          | 8 158      | 76,82      |
|                | Селин Леломье Анри Юэ      | Национальное объединение | 2 058      | 19,06          | 2 462      | 23,18      |
|                | Эльян Леклерк Сирил Лёдьер | Левый блок — Зелёные     | 1 571      | 14,55          |            |            |
|                | Марк Бульмер Марина Фуази  | Коммунистическая партия  | 1 164      | 10,78          |            |            |
|                | Франк Бини Кристин Сулье   | Разные левые             | 553        | 5,12           |            |            |

|                | Кандидаты                     | Партия             | Первый тур | Первый тур     | Второй тур | Второй тур |
| Кол-во голосов | Кандидаты                     | Партия             | % голосов  | Кол-во голосов | % голосов  |            |
| -------------- | ----------------------------- | ------------------ | ---------- | -------------- | ---------- | ---------- |
|                | Жан-Люк Буржо Аньес Тутан     | Разные правые      | 7 297      | 47,39          | 10 350     | 72,50      |
|                | Софи де Пра Фабьен Педезер    | Национальный фронт | 3 653      | 23,73          | 3 925      | 27,50      |
|                | Жерар Бодри Франсуаза Бокийон | Разные левые       | 2 935      | 19,06          |            |            |
|                | Солан Аллу Гаэль Турбе        | Разные левые       | 1 512      | 9,82           |            |            |